# منتخب ألبانيا لكرة اليد
منتخب ألبانيا لكرة اليد هو ممثل ألبانيا الرسمي في المنافسات الدولية في كرة اليد
.